# Großer Preis von Belgien 1975
Der Große Preis von Belgien 1975 (offiziell XXXIII Grote Prijs van Belgie) fand am 25. Mai auf dem Circuit Zolder in Zolder-Terlaemen statt und war das sechste Rennen der Automobil-Weltmeisterschaft 1975.

## Berichte

### Hintergrund
Als die Formel 1 zwei Wochen nach dem Großen Preis von Monaco in Zolder antrat, fehlten Mario Andretti, der am zeitgleich stattfindenden Indianapolis 500 teilnahm, sowie Roelof Wunderink, der sich bei einem Formel-5000-Rennen in Zandvoort verletzt hatte. Da sowohl Parnelli als auch Ensign Racing auf eine Verpflichtung von Ersatzfahrern verzichteten, fehlten beide Teams bei dem Grand Prix.
Da Graham Hill seine aktive Rennfahrerkarriere beendet hatte und Rolf Stommelen sich von seinen schweren Verletzungen, die er durch seinen Unfall beim Großen Preis von Spanien erlitten hatte, erholen musste, wurden François Migault und Tony Brise als Besetzung für die beiden Hill GH1 engagiert.

### Training
Niki Lauda qualifizierte sich mit einer im Vergleich zum zweitplatzierten Carlos Pace um lediglich vier Hundertstelsekunden schnelleren Rundenzeit für die Pole-Position. Vittorio Brambilla erreichte nach einer überzeugenden Trainingsleistung den dritten Startplatz vor Clay Regazzoni, Tom Pryce, Carlos Reutemann und dem ebenfalls positiv auffallenden Brise. Der in der Weltmeisterschaft führende Emerson Fittipaldi folgte erst dahinter auf dem achten Startplatz an der Seite von Jody Scheckter.

### Rennen
Pace gelang gegenüber Lauda der bessere Start, wodurch er vor der ersten Kurve in Führung ging. Es folgte Brambilla vor Regazzoni, Reutemann und Scheckter.
Während Brise bereits nach kurzer Zeit wegen Motorproblemen zurückfiel, ging Scheckter an Reutemann und Regazzoni vorbei. Brambilla stellte seine bereits im Training gezeigte Konkurrenzfähigkeit an diesem Wochenende erneut auf beeindruckende Art unter Beweis, indem er sowohl Lauda als auch Pace überholte und somit die Führung übernahm. Lauda ging wenig später ebenfalls an Pace vorbei und lag dadurch wieder auf dem zweiten Rang.
In der sechsten Runde eroberte Lauda die Führung von Brambilla. Drei Runden später ging auch Scheckter, der zwischenzeitlich Pace überholt hatte, an dem Italiener vorbei und verdrängte ihn somit auf den dritten Rang. Die dadurch hergestellte Reihenfolge an der Spitze blieb bis zur 49. Runde konstant, als Brambilla zu einem Reifenwechsel an die Box kam und dadurch Reutemann den dritten Platz überlassen musste.
Fittipaldi hatte zwischenzeitlich auf dem vierten Rang gelegen, wurde jedoch in der Schlussphase von Depailler, Regazzoni und Pryce auf den siebten Platz und somit außerhalb der Punkteränge verdrängt. Er verlor dadurch seine WM-Führung an den Sieger Lauda.

## Meldeliste
| Team                             | Nr. | Fahrer             | Chassis         | Motor                    | Reifen |
| -------------------------------- | --- | ------------------ | --------------- | ------------------------ | ------ |
| Marlboro Team Texaco             | 01  | Emerson Fittipaldi | McLaren M23     | Ford Cosworth DFV 3.0 V8 | G      |
| Marlboro Team Texaco             | 02  | Jochen Mass        | McLaren M23     | Ford Cosworth DFV 3.0 V8 | G      |
| Elf Team Tyrrell                 | 03  | Jody Scheckter     | Tyrrell 007     | Ford Cosworth DFV 3.0 V8 | G      |
| Elf Team Tyrrell                 | 04  | Patrick Depailler  | Tyrrell 007     | Ford Cosworth DFV 3.0 V8 | G      |
| John Player Team Lotus           | 05  | Ronnie Peterson    | Lotus 72E       | Ford Cosworth DFV 3.0 V8 | G      |
| John Player Team Lotus           | 06  | Jacky Ickx         | Lotus 72E       | Ford Cosworth DFV 3.0 V8 | G      |
| Martini Racing                   | 07  | Carlos Reutemann   | Brabham BT44B   | Ford Cosworth DFV 3.0 V8 | G      |
| Martini Racing                   | 08  | Carlos Pace        | Brabham BT44B   | Ford Cosworth DFV 3.0 V8 | G      |
| Beta Team March                  | 09  | Vittorio Brambilla | March 751       | Ford Cosworth DFV 3.0 V8 | G      |
| Lavazza March                    | 10  | Lella Lombardi     | March 751       | Ford Cosworth DFV 3.0 V8 | G      |
| Scuderia Ferrari SpA SEFAC       | 11  | Clay Regazzoni     | Ferrari 312T    | Ferrari 015 3.0 F12      | G      |
| Scuderia Ferrari SpA SEFAC       | 12  | Niki Lauda         | Ferrari 312T    | Ferrari 015 3.0 F12      | G      |
| Stanley B.R.M.                   | 14  | Bob Evans          | BRM P201        | BRM P200 3.0 V12         | G      |
| UOP Shadow Racing Team           | 16  | Tom Pryce          | Shadow DN5      | Ford Cosworth DFV 3.0 V8 | G      |
| UOP Shadow Racing Team           | 17  | Jean-Pierre Jarier | Shadow DN5      | Ford Cosworth DFV 3.0 V8 | G      |
| Team Surtees                     | 18  | John Watson        | Surtees TS16    | Ford Cosworth DFV 3.0 V8 | G      |
| Frank Williams Racing Cars       | 20  | Arturo Merzario    | Williams FW03   | Ford Cosworth DFV 3.0 V8 | G      |
| Frank Williams Racing Cars       | 21  | Jacques Laffite    | Williams FW04   | Ford Cosworth DFV 3.0 V8 | G      |
| Embassy Racing with Graham Hill  | 22  | François Migault   | Hill GH1        | Ford Cosworth DFV 3.0 V8 | G      |
| Embassy Racing with Graham Hill  | 23  | Tony Brise         | Hill GH1        | Ford Cosworth DFV 3.0 V8 | G      |
| Hesketh Racing                   | 24  | James Hunt         | Hesketh 308     | Ford Cosworth DFV 3.0 V8 | G      |
| Custom Made Harry Stiller Racing | 26  | Alan Jones         | Hesketh 308     | Ford Cosworth DFV 3.0 V8 | G      |
| Penske Cars                      | 28  | Mark Donohue       | Penske PC1      | Ford Cosworth DFV 3.0 V8 | G      |
| Copersucar-Fittipaldi            | 30  | Wilson Fittipaldi  | Copersucar FD02 | Ford Cosworth DFV 3.0 V8 | G      |

## Klassifikationen

### Startaufstellung
| Pos. | Fahrer             | Konstrukteur    | Zeit    | Ø-Geschwindigkeit | Start |
| ---- | ------------------ | --------------- | ------- | ----------------- | ----- |
| 01   | Niki Lauda         | Ferrari         | 1:25,43 | 179,600 km/h      | 01    |
| 02   | Carlos Pace        | Brabham-Ford    | 1:25,47 | 179,516 km/h      | 02    |
| 03   | Vittorio Brambilla | March-Ford      | 1:25,66 | 179,117 km/h      | 03    |
| 04   | Clay Regazzoni     | Ferrari         | 1:25,85 | 178,721 km/h      | 04    |
| 05   | Tom Pryce          | Shadow-Ford     | 1:25,94 | 178,534 km/h      | 05    |
| 06   | Carlos Reutemann   | Brabham-Ford    | 1:26,09 | 178,223 km/h      | 06    |
| 07   | Tony Brise         | Hill-Ford       | 1:26,22 | 177,954 km/h      | 07    |
| 08   | Emerson Fittipaldi | McLaren-Ford    | 1:26,26 | 177,872 km/h      | 08    |
| 09   | Jody Scheckter     | Tyrrell-Ford    | 1:26,36 | 177,666 km/h      | 09    |
| 10   | Jean-Pierre Jarier | Shadow-Ford     | 1:26,38 | 177,624 km/h      | 10    |
| 11   | James Hunt         | Hesketh-Ford    | 1:26,51 | 177,358 km/h      | 11    |
| 12   | Patrick Depailler  | Tyrrell-Ford    | 1:26,74 | 176,887 km/h      | 12    |
| 13   | Alan Jones         | Hesketh-Ford    | 1:27,05 | 176,257 km/h      | 13    |
| 14   | Ronnie Peterson    | Lotus-Ford      | 1:27,17 | 176,015 km/h      | 14    |
| 15   | Jochen Mass        | McLaren-Ford    | 1:27,38 | 175,592 km/h      | 15    |
| 16   | Jacky Ickx         | Lotus-Ford      | 1:27,40 | 175,551 km/h      | 16    |
| 17   | Jacques Laffite    | Williams-Ford   | 1:27,70 | 174,951 km/h      | 17    |
| 18   | John Watson        | Surtees-Ford    | 1:28,01 | 174,335 km/h      | 18    |
| 19   | Arturo Merzario    | Williams-Ford   | 1:28,18 | 173,999 km/h      | 19    |
| 20   | Bob Evans          | B.R.M.          | 1:28,57 | 173,232 km/h      | 20    |
| 21   | Mark Donohue       | Penske-Ford     | 1:28,65 | 173,076 km/h      | 21    |
| 22   | François Migault   | Hill-Ford       | 1:29,57 | 171,298 km/h      | 22    |
| 23   | Lella Lombardi     | March-Ford      | 1:29,71 | 171,031 km/h      | 23    |
| 24   | Wilson Fittipaldi  | Copersucar-Ford | 1:30,27 | 169,970 km/h      | 24    |

### Rennen
| Pos. | Fahrer             | Konstrukteur    | Runden | Stopps | Zeit       | Start | Schnellste Runde |
| ---- | ------------------ | --------------- | ------ | ------ | ---------- | ----- | ---------------- |
| 01   | Niki Lauda         | Ferrari         | 70     | 0      | 1:43:53,98 | 01    | 1:27,33          |
| 02   | Jody Scheckter     | Tyrrell-Ford    | 70     | 0      | + 19,22    | 09    | 1:27,59          |
| 03   | Carlos Reutemann   | Brabham-Ford    | 70     | 0      | + 41,82    | 06    | 1:27,63          |
| 04   | Patrick Depailler  | Tyrrell-Ford    | 70     | 0      | + 1:00,08  | 12    | 1:27,10          |
| 05   | Clay Regazzoni     | Ferrari         | 70     | 1      | + 1:03,84  | 04    | 1:26,76 (11.)    |
| 06   | Tom Pryce          | Shadow-Ford     | 70     | 0      | + 1:28,45  | 05    | 1:28,27          |
| 07   | Emerson Fittipaldi | McLaren-Ford    | 69     | 0      | + 1 Runde  | 08    | 1:28,24          |
| 08   | Carlos Pace        | Brabham-Ford    | 69     | 0      | + 1 Runde  | 02    | 1:28,29          |
| 09   | Bob Evans          | B.R.M.          | 68     | 0      | + 2 Runden | 20    | 1:29,27          |
| 10   | John Watson        | Surtees-Ford    | 68     | 0      | + 2 Runden | 18    | 1:29,12          |
| 11   | Mark Donohue       | Penske-Ford     | 67     | 0      | + 3 Runden | 21    | 1:29,41          |
| 12   | Wilson Fittipaldi  | Copersucar-Ford | 67     | 0      | + 3 Runden | 24    | 1:31,10          |
| –    | François Migault   | Hill-Ford       | 57     | 0      | DNF        | 22    | 1:29,33          |
| –    | Vittorio Brambilla | March-Ford      | 54     | 1      | DNF        | 03    | 1:28,04          |
| –    | Jacky Ickx         | Lotus-Ford      | 52     | 0      | DNF        | 16    | 1:29,99          |
| –    | Ronnie Peterson    | Lotus-Ford      | 36     | 0      | DNF        | 14    | 1:28,18          |
| –    | Jacques Laffite    | Williams-Ford   | 18     | 1      | DNF        | 17    | 1:30,83          |
| –    | Lella Lombardi     | March-Ford      | 18     | 0      | DNF        | 23    | 1:32,53          |
| –    | Tony Brise         | Hill-Ford       | 17     | 0      | DNF        | 07    | 1:29,90          |
| –    | James Hunt         | Hesketh-Ford    | 15     | 0      | DNF        | 11    | 1:29,82          |
| –    | Jean-Pierre Jarier | Shadow-Ford     | 13     | 0      | DNF        | 10    | 1:29,38          |
| –    | Arturo Merzario    | Williams-Ford   | 2      | 0      | DNF        | 19    | 1:39,67          |
| –    | Alan Jones         | Hesketh-Ford    | 1      | 0      | DNF        | 13    | 1:39,90          |
| –    | Jochen Mass        | McLaren-Ford    | 0      | 0      | DNF        | 15    | –                |

## WM-Stände nach dem Rennen
Die ersten sechs des Rennens bekamen 9, 6, 4, 3, 2 bzw. 1 Punkt(e). In der Konstrukteurswertung zählten nur die Punkte des bestplatzierten Fahrers eines Teams. Es zählten nur die besten sieben Ergebnisse aus den ersten acht Rennen und die besten fünf aus den letzten sechs Rennen.

### Fahrerwertung
| Pos. | Fahrer             | Konstrukteur  | Punkte |
| ---- | ------------------ | ------------- | ------ |
| 01   | Niki Lauda         | Ferrari       | 23     |
| 02   | Emerson Fittipaldi | McLaren-Ford  | 21     |
| 03   | Carlos Pace        | Brabham-Ford  | 16     |
| 04   | Carlos Reutemann   | Brabham-Ford  | 16     |
| 05   | Jody Scheckter     | Tyrrell-Ford  | 15     |
| 06   | Patrick Depailler  | Tyrrell-Ford  | 11     |
| 07   | Jochen Mass        | McLaren-Ford  | 10,5   |
| 08   | Clay Regazzoni     | Ferrari       | 8      |
| 09   | James Hunt         | Hesketh-Ford  | 7      |
| 10   | Ronnie Peterson    | Lotus-Ford    | 3      |
| 11   | Jacky Ickx         | Lotus-Ford    | 3      |
| 12   | Jean-Pierre Jarier | Shadow-Ford   | 1,5    |
| 13   | Vittorio Brambilla | March-Ford    | 1      |
| 14   | Tom Pryce          | Shadow-Ford   | 1      |
| 15   | Lella Lombardi     | March-Ford    | 0,5    |
| 16   | Mark Donohue       | Penske-Ford   | 0      |
| 17   | Mario Andretti     | Parnelli-Ford | 0      |

| Pos. | Fahrer            | Konstrukteur          | Punkte |
| ---- | ----------------- | --------------------- | ------ |
| 18   | Rolf Stommelen    | Lola-Ford / Hill-Ford | 0      |
| 19   | Tony Brise        | Williams-Ford         | 0      |
| 20   | John Watson       | Surtees-Ford          | 0      |
| 21   | Bob Evans         | B.R.M.                | 0      |
| 22   | Graham Hill       | Lola-Ford             | 0      |
| 23   | Jacques Laffite   | Williams-Ford         | 0      |
| 24   | Guy Tunmer        | Lotus-Ford            | 0      |
| 25   | Wilson Fittipaldi | Copersucar-Ford       | 0      |
| 26   | Eddie Keizan      | Lotus-Ford            | 0      |
| 27   | Dave Charlton     | McLaren-Ford          | 0      |
| –    | Arturo Merzario   | Williams-Ford         | 0      |
| –    | Mike Wilds        | B.R.M.                | 0      |
| –    | Ian Scheckter     | Tyrrell-Ford          | 0      |
| –    | Roelof Wunderink  | Ensign-Ford           | 0      |
| –    | François Migault  | Hill-Ford             | 0      |
| –    | Alan Jones        | Hesketh-Ford          | 0      |

### Konstrukteurswertung
| Pos. | Konstrukteur | Punkte |
| ---- | ------------ | ------ |
| 01   | Brabham-Ford | 29     |
| 02   | McLaren-Ford | 26,5   |
| 03   | Ferrari      | 26     |
| 04   | Tyrrell-Ford | 19     |
| 05   | Hesketh-Ford | 7      |
| 06   | Lotus-Ford   | 6      |
| 07   | Shadow-Ford  | 2,5    |
| 08   | March-Ford   | 1      |

| Pos. | Konstrukteur    | Punkte |
| ---- | --------------- | ------ |
| 09   | Williams-Ford   | 0      |
| 10   | Penske-Ford     | 0      |
| 11   | Parnelli-Ford   | 0      |
| 12   | Lola-Ford       | 0      |
| 13   | Surtees-Ford    | 0      |
| 14   | B.R.M.          | 0      |
| 15   | Copersucar-Ford | 0      |
| –    | Hill-Ford       | 0      |